# Classe Canberra
La Classe Canberra és una classe de vaixell de guerra del tipus Landing Helicopter Dock (LHD) que es construeixen per a l'Armada Reial Australiana (RAN). Com a planificació de l'actualització de la flota amfíbia de l'Armada iniciada en 2000, basades en experiències australianes, en liderar una força internacional per a l'operació de manteniment de la pau a Timor-Leste. En 2004, la companyia francesa Direction des Constructions Navales (DCN) i l'espanyola Navantia van ser convidades a realitzar propostes per a la licitació, amb les empreses oferint el vaixell d'assalt amfibi classe Mistral i el disseny del "Vaixell de Projecció Estratègica" (donat d'alta més tard com Juan Carlos I (L-61)) respectivament. El disseny espanyol va ser seleccionat en 2007, amb Navantia responsable de la construcció dels vaixells des de la quilla a la coberta de vol, després de la qual cosa els cascos seran transportats a Austràlia per a la terminació per BAE Systems Austràlia.
La construcció de la primera nau, el HMAS Canberra, va començar a la fi de 2008, i el casc es va iniciar a principis de 2011. Els treballs en el segon vaixell el HMAS Adelaide, van començar a principis de 2010. S'espera que els vaixells passin a entrar en servei en 2014 i 2015, per reemplaçar a la classe Kanimbla (LPA) i al vaixell de desembarcament pesat Tobruk. Amb un desplaçament de més de 27.851 tones (27.411 tones llargues; 30.700 tones curtes), seran els vaixells de guerra més grans mai operats per la RAN.

## Planificació i selecció
La planificació del reemplaçament dels vaixells amfibis de la classe LPA Kanimbla i Manoora i del vaixell de desembarcament pesat Tobruk va començar ja en 2000, amb la intenció anunciada en el llibre blanc de defensa 2000: el futur de les nostres forces de defensa. La importància de la guerra amfíbia es va demostrar durant el lideratge d'Austràlia de la Força Internacional per a l'operació de manteniment de la pau de Timor-Leste, la dificultat en el suport d'una força expedicionària a un dels veïns més propers d'Austràlia va demostrar que es necessitava millorar la capacitat amfíbia de transport marítim.
Al novembre de 2003, el Ministre de defensa, Robert Hill, va llançar la Revisió de Capacitat de Defensa, la qual afirmava que s'estaven buscant dos vaixells amb un desplaçament d'almenys 20.000 tones (20.000 tones llargues; 22.000 tones curtes) i capaç de llançar cinc o sis helicòpters simultàniament. L'adquisició va ser inclosa sota la denominació d'adquisicions Projecte JP2048: encara que la fase 1 de la JP2048 preveia un nou tipus de nau de desembarcament per a la classe Kanimbla (el LCM2000), les fases 2 i 4 van ser per identificar i, a continuació, adquirir els vaixells amfibis nous i la fase 3 cobreix el disseny i construcció d'embarcacions de desembarcament (LCM) per operar amb els nous vaixells. Els vaixells són per reemplaçar a un dels vaixells de la classe Kanimbla i al Tobruk; l'altre vaixell de la classe Kanimbla serà reemplaçat per un vaixell marítim estratègic.
El gener de 2006, el Govern australià va anunciar els noms dels vaixells previstos: Canberra i Adelaida. Després de l'anunci, els suggeriments de noms alternatius es van expressar en diversos llocs. La Navy League of Austràlia va proposar que en lloc d'Adelaide ha de ser nomenat Austràlia; utilitzant el nom de la nació i la seva capital per als dos vaixells més poderosos de la RAN, com havia estat el cas dels dos creuers de l'Armada de la classe County en l'època de la Segona Guerra Mundial, mentre facilita el nom per a la cambra destructora de la classe Hobart proposat per la League. Alternativament, un membre de l'Institut Naval Australià va opinar que els vaixells haurien de cridar-se Gallípoli i Guadalcanal; el primer reflecteix el desembarcament de Gallípoli, una de les primeres operacions amfíbies de l'era moderna, el segon el reconeixement de la campanya amfíbia per recapturar Guadalcanal i els esforços de la Marina i el Cos de Marines dels Estats Units per ajudar a Austràlia durant la Segona Guerra Mundial.
|                           | DCN    | Navantia | Kanimbla |
| ------------------------- | ------ | -------- | -------- |
| Desplaçament (t)          | 24.000 | 27.000   | 8.500    |
| Autonomia (mn)            | 11.000 | 9.000    | 14.000   |
| Dotació                   | 177    | 240      | 210      |
| Tropes                    | 1000   | 1100     | 450      |
| Vehicles (m2)             | 1000   | 2000     | 700      |
| Helicòpters               | 16     | 11       | 4        |
| Punts de apontaje         | 6      | 6        | 2/3      |
| Llanxes de desembarcament | 4 LCM  | 4 LCM    | 2 LCM-8  |

Al febrer de 2004 es va enviar una sol·licitud d'informació a dos constructors europeus, la companyia francesa Direction des Constructions Navales (DCN) i la companyia espanyola Navantia, convidant-los a la licitació. No es van incloure als constructors navals nord-americans, perquè els vaixells de guerra amfíbia de l'Armada dels Estats Units eren massa grans per als requeriments australians i necessitaven massa personal o no podien operar el nombre d'helicòpters requerits. DCN va respondre amb una versió ampliada del vaixell d'assalt amfibi de la classe Mistral; amb un desplaçament superior en 2000 tones (2000 tones llargues; 2200 tones curtes) als vaixells de 22.000 tones (22.000 tones llargues; 24.000 tones curtes) actius amb la Marina francesa. D'altra banda, els espanyols associats amb l'empresa australiana Tenix van oferir un disseny que estava sent construït per Navantia per a l'Armada espanyola, el "Vaixell de Projecció Estratègica" (donat d'alta més tard com Juan Carlos I). Encara que era 4000 tones (3900 tones llargues; 4400 tones curtes) més gran i amb una major capacitat de tropes, vehicles i helicòpters en comparació de la classe Mistral, el vaixell espanyol estaven encara en construcció al moment de l'oferta i no es preveia l'entrada en servei fins a finals de 2008. El 20 de juny de 2007, el Ministre de defensa Brendan Nelson va anunciar que el contracte de 3 mil milions de dòlars per construir la classe Canberra havia estat adjudicat a Navantia i Tenix. Malgrat un disseny no provat, l'oferta espanyola s'apropava més als requisits de la RAN i va haver-hi beneficis d'ordenar els Canberra i els destructors antiaeris de la classe Hobart, i al mateix temps es tenia en consideració a la mateixa empresa.

## Disseny i capacitats
Els vaixells de la classe Canberra tenen 230,8 m (757 peus) de longitud total, amb una amplària màxima de 32 m (105 peus) i un calat màxim de 7,18 m (23,6 peus). A plena càrrega, cada vaixell desplaça 27.851 tones (27.411 tones llargues; 30.700 tones curtes), fent que siguin els vaixells més grans que vagin a servir en la RAN. Els Canberras tenen les mateixes dimensions físiques que el Juan Carlos I, però difereixen en el disseny de la superestructura de l'illa i el disseny intern, a fi de satisfer els requeriments i condicions australianes. A diferència del vaixell espanyol, els vaixells australians estan construint-se seguint les normes Navals de la Lloyd's.
La propulsió la proporcionen dos impulsors de 11 megawats azimut amb motors elèctrics incorporats. L'electricitat és proporcionada per un sistema combinat de dièsel i gas, amb una única turbina de General Electric LM 2500 (amb una producció de 17,4 megawats) recolzada per dos motors dièsel de 7,2 megawats. Els vaixells tindran una velocitat màxima de 20,5 nusos (38,0 km/h; 23,6 mph), amb un abast de 8000 milles nàutiques (15.000 km; 9200 el meu) a 15 nusos (28 km/h; 17 mph), o 9250 milles (17.130 km; 10.640 el meu) a 12 nusos (22 km/h; 14 mph).
Cada nau està equipada amb un sistema de gestió de combat Saab 9LV Mark 4. La suite inclou un radar de vigilància Sigui Giraffe 3D i un sistema de cerca i seguiment per infrarojos Vampir NG. Per a l'autodefensa, s'instal·laran en els LHDs quatre sistemes remots RAFAEL Typhoon de 25 mm, un en cada cantonada de la coberta de vol, per a protecció contra atacs asimètrics. La defensa contra avions i objectius més grans serà prestada pels vaixells d'escorta i el suport aeri de la Real Força Aèria Australiana. La dotació dels vaixells consistirà de base en 243 persones, més un màxim de 36 efectius addicionals de les tres branques de les Forces Armades d'Austràlia.
Els LHDs transportaran 978 soldats i el seu equip, que amb sobrecapacitad pot transportar altres 146 més. Són capaços de desplegar una companyia reforçada de fins a 220 soldats alhora per transport aeri. A mitjan 2010, el 4 º Batalló, Regiment Real australià s'estava formant per a les funcions de guerra amfíbia i comando. El Canberra i l'Adelaide tenen un aforament vehicular de 830 m de carril (equivalents a 3290 m² (35.400 peus quadrats) d'espai). Dues cobertes per a vehicles (una per a vehicles lleugers i una altra vehicles pesats i tancs) amb àrees de 1889 metres quadrats (20.330 peus quadrats) i 1410 m² (15.200 peus quadrats) respectivament. La coberta inundable és capaç de llançar i recuperar llanxes de desembarcament en condicions de fins a estat de la mar 4.

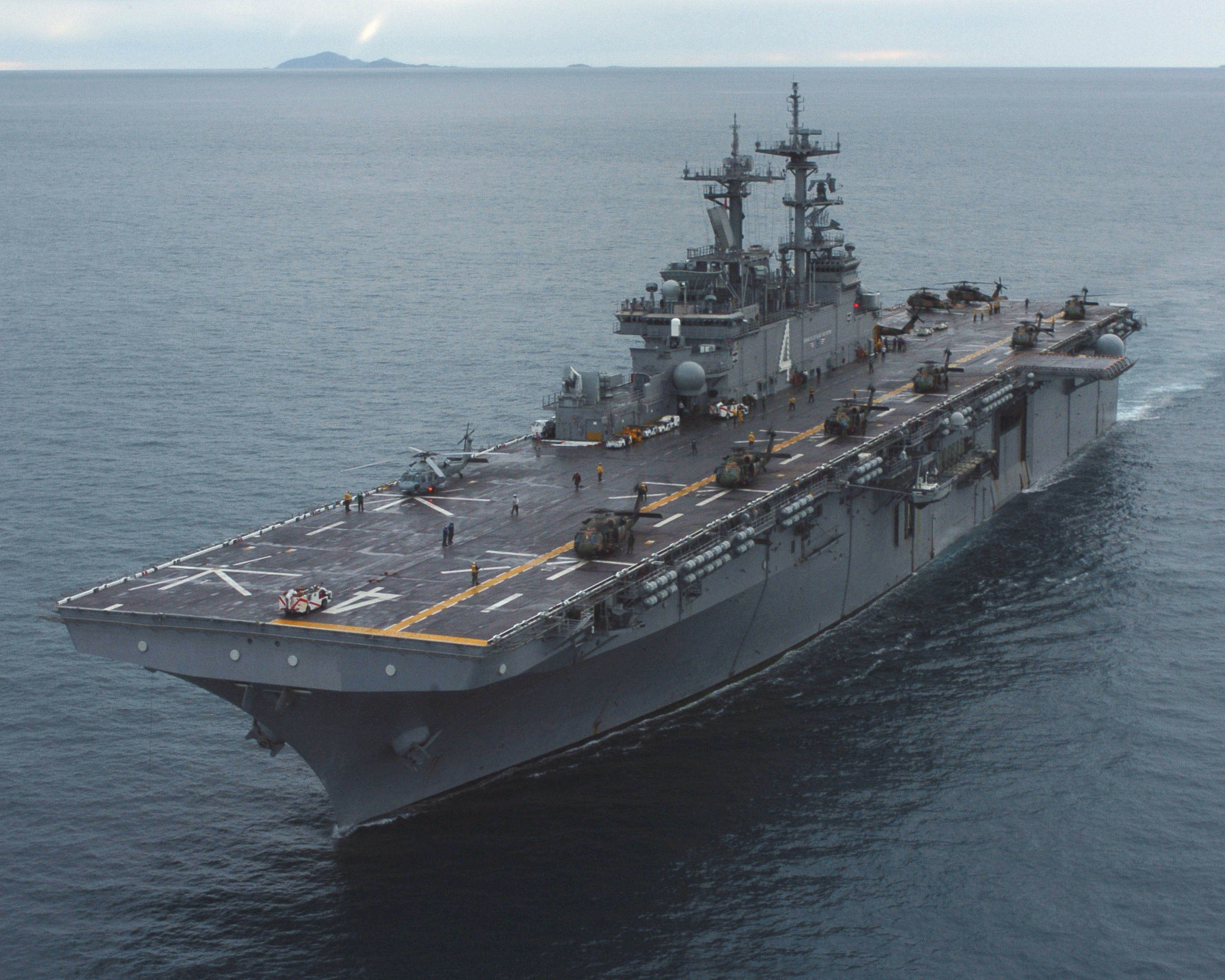
S-70 Blackhawk de la Marina Australiana operant des d'un dels vaixells americans de la classe Wasp.

La zona de l'hangar té una àrea de 990 m² (10.700 peus quadrats). Pot transportar a un grup aeri d'entre 16 i 24 helicòpters, una mescla d'helicòpters de transport MRH-90 i helicòpters antisubmarinos S-70B Seahawk. Encara que podria pensar-se que és massa gran per a l'hangar, els helicòpters com el Boeing CH-47 Chinook poden fer-ho des de la coberta de vol. El “sky jump” del Juan Carlos I s'ha mantingut en les naus de la RAN, però malgrat nombroses recomanacions perquè el Canberra pogués utilitzar-se com a portaavions per a operacions de vol (principalment amb un grup d'avions F-35B Lightning II STOVL), la RAN ha indicat ara com ara que l'assumpte no està sota consideració.
El 29 de setembre, el ministre de defensa australià, va anunciar l'encàrrec de 12 llanxes de desembarcament LCM-1I per ser utilitzades des dels dos vaixells de la classe, idèntiques a les lliurades a l'Armada espanyola, a construir en les factories de Navantia en la badia de Cadis, suposant aquest encàrrec unes 350 000 hores de treball.

## Construcció
Navantia té contracte per construir els cascs dels vaixells fins a la coberta de vol, en la seva drassana a Ferrol, Galícia. Els cascs, a continuació, seran transportats per un vaixell de càrrega pesada a Williamstown, Victoria, on la instal·lació de la superestructura de l'illa i els sistemes interns del casc ha de completar-se per BAE Systems Austràlia (que va adquirir Tenix a mitjan 2008). Cada nau està construïda a partir de 104 "blocs", que són fabricats de forma individual i assemblats en la graderia.
La construcció del Canberra va començar al setembre de 2008, quan es va tallar el primer acer.
 Els tres primers blocs es van establir en graderia el 23 de setembre de 2010. El casc va ser botat el 17 de febrer de 2011. El lliurament a Williamstown s'espera per intervinguts de 2012, amb el vaixell comissionat per la RAN en 2014.
El tall d'acer de l'Adelaida va començar al febrer de 2010. Els blocs es van acabar de construir a l'abril de 2011, i serà botat el 4 de juliol de 2012, esperant-se que es lliuri a Austràlia en 2013 per a equipament i entri en servei per intervinguts o finals de 2015.